# Imre Földi
Imre Földi (8. května 1938 Kecskemét – 23. dubna 2017 Tatabánya) byl maďarský vzpěrač, startující ve váze do 56 kg.
Pracoval jako důlní zámečník, byl členem klubu Tatabányai Bányász. Byl prvním vzpěračem, který se zúčastnil pěti olympijských her. Získal stříbrnou medaili v roce 1964 a 1968 (měl stejný výkon jako vítězný Íránec Mohammad Nassiri a o titulu rozhodla soupeřova nižší tělesná váha), vyhrál v roce 1972. Také zvítězil ve trojboji na mistrovství světa ve vzpírání 1965 a pětkrát se stal mistrem Evropy: 1962, 1963, 1968, 1970 a 1971. Během kariéry vytvořil dvacet světových rekordů.
Působil také jako trenér, mezi jeho svěřence patřila i jeho dcera Csilla Földiová, která se stala mistryní Evropy. Za své úspěchy obdržel Maďarský záslužný kříž a byl jmenován do Síně slávy světového vzpírání. Je také jednou ze dvanácti legend maďarského sportu, které obdržely titul A Nemzet Sportolója. V roce 2009 po něm byla v Tatabányi pojmenována městská sportovní hala.